# 聖誕星 (電影)
《圣诞星》（英語：The Star）是一部於2017年上映的美國喜劇3D電腦動畫喜劇電影。由蒂莫西·锐科特執導和編劇，索尼动画製作。主要配音員包括史蒂文·連、吉娜·羅德里奎、柴克·萊威、基根-麥可·奇、凱莉·克萊森、克莉絲汀·錢諾維斯、崔西·摩根、泰勒·派瑞和奧花·雲費。

## 劇情
一只叫博（Bo）的小而勇敢的驴子梦想着过着他村子里平凡的生活。 有一天，他有勇气挣脱，开始梦想的冒险。 在旅途中，他加入了失去了羊群的可爱的羊露丝（Ruth）和雄心勃勃的鸽子戴夫（Dave）。 博和他的新朋友们带着三只明智的骆驼和许多来自马稳定的怪异动物，跟随星辰成为了有史以来最伟大的故事-第一个圣诞节中不可能的英雄。

## 外部連結
- 互联网电影数据库（IMDb）上《聖誕星》的资料（英文）